# 瀬川伸
瀬川 伸（せがわ しん、1916年10月24日 - 2004年3月14日）は、北海道函館市出身の歌手。中国語名は施延雄。娘の瀬川瑛子も同じく歌手である。

## 経歴
北海道函館市蓬莱町 (現、宝来町) で支那料理「蘭亭」の次男として生まれた。商業学校卒業後、商業まつりで開かれた素人コンクールで一位入賞。審査員を務めた、江口夜詩、高橋掬太郎に認められ、流行歌手になることを志し、上京して江口夜詩門下となった。娘の瀬川瑛子によれば、「上京する際、弟子入りのための手土産として持参した新巻鮭が悪くなってしまうほど、苦労して恩師となる作曲家の元を訪れた」とのことである。
当時、流行歌手を育成する学校を主宰していた江口夜詩は、瀬川を自らの口利きでコロムビアレコードに紹介し、川崎弘子・夏川大二郎・木暮実千代が主演した松竹映画「春雷」の主題歌「街の姫百合」をミス・コロムビアとデュエットし、レコードデビュー。当時としては松竹もコロムビアも力を入れた作品でのデビューは破格の待遇で、その後も「海南島の月」、「蒙古の夜風」などをレコーディングしているが、いずれの作品も片面の女性歌手の曲の方がヒットしたため、戦前における瀬川の活躍は昭和15年を境に縮小していく。戦時中の一時期は横浜南京町に住んでいたが、瑛子が生まれた1947年（昭和22年）には渋谷へ転居している。
戦後、恩師・江口夜詩のキングレコード移籍とともに同社の専属となり、「パラオの真珠取り」などを発売するもののヒットには結びつかなかった。デビューから10年以上が経過した1950年（昭和25年）、キングレコードに買収されていたタイヘイレコードが独立したことを機に、再度移籍。翌年、昭和26年に発売した同名映画の主題歌「上州鴉」が大ヒット。瀬川伸としての初ヒットとなった。その後、「天龍鴉」「甲州鴉」といった時代劇を題材にした股旅歌謡の他に、「バッテン港の蒼い船」「港神戸のマドロスさん」「港シスコのマドロスさん」といったマドロス物もヒットさせ、紅白歌合戦にも出場するほどの人気歌手となった。一方で、戦前からのファンであった女性と結婚し、苦労時代も長かったことから、品川大井町で焼肉屋を経営するなど、堅実な一面もあった。
「自分の後継者を育てたい」という願いから、娘たちを流行歌手に育てようとレッスンをしていたが、次女である瑛子のみが父の教育に従った（しかし、長女も一時期、セミプロの歌手として活動している）。そのため、瑛子は小学生であった時代から、自らの舞台に前座として起用されていた。1956年（昭和31年）頃を最後にマーキュリーレコード（タイヘイレコードに海外資本が入ったため社名変更）でのレコーディングから遠ざかり、マーキュリーの倒産後はフリーの歌手として、1965年（昭和40年）頃までは歌手活動を続ける。
娘の瀬川瑛子は「長崎の夜はむらさき」でヒットを出すものの永く下積みを続けていた。その後、「命くれない」で大ヒットを飛ばし、紅白歌合戦出場を果たした際には、親子二代での紅白出場として話題となった。1991年（平成3年）にはテレビ東京の「年忘れにっぽんの歌」に娘・瑛子の後見役として特別出演。引退した瀬川に代わって「上州鴉」を歌う娘・瑛子の傍で小声ながらも口ずさむ姿は往年のファンを喜ばせた。
2004年（平成16年）2月、妻・たか子が死去。わずか2週間後の3月14日、瀬川も心不全で死去した。享年88歳。
瀬川伸の歌った楽曲は、殆どがCD化されておらず、股旅歌謡や昭和20年代の歌謡曲を集めたコンピレーションアルバムに「上州鴉」が収録される程度である。

## 代表曲
戦後のタイヘイ・マーキュリー時代
- 「上州鴉」（作詞・山本逸郎 作曲・島田逸平）1951年（昭和26年）
- 「港神戸のマドロスさん」（作詞・山本逸郎 作曲・島田逸平）1951年（昭和26年）
- 「遠州鴉」（作詞・牧喜代司 作曲・島田逸平）1953年（昭和28年）
- 「甲州鴉」（作詞・藤田まさと 作曲・飯田景応）1953年（昭和28年）
- 「天竜鴉」（作詞・横山賢一 作曲・島田逸平）1955年（昭和30年）

## 映画出演
- 夏祭り三度笠（1951年、松竹） - 旅の流し唄

## NHK紅白歌合戦出場歴
| 年度/放送回              | 曲目   | 対戦相手 |
| ------------------------ | ------ | -------- |
| 1952年（昭和27年）/第2回 | 上州鴉 | 三条町子 |
| 1956年（昭和31年）/第7回 | 明星鴉 | 照菊     |